# مستشفى لندن الملكي

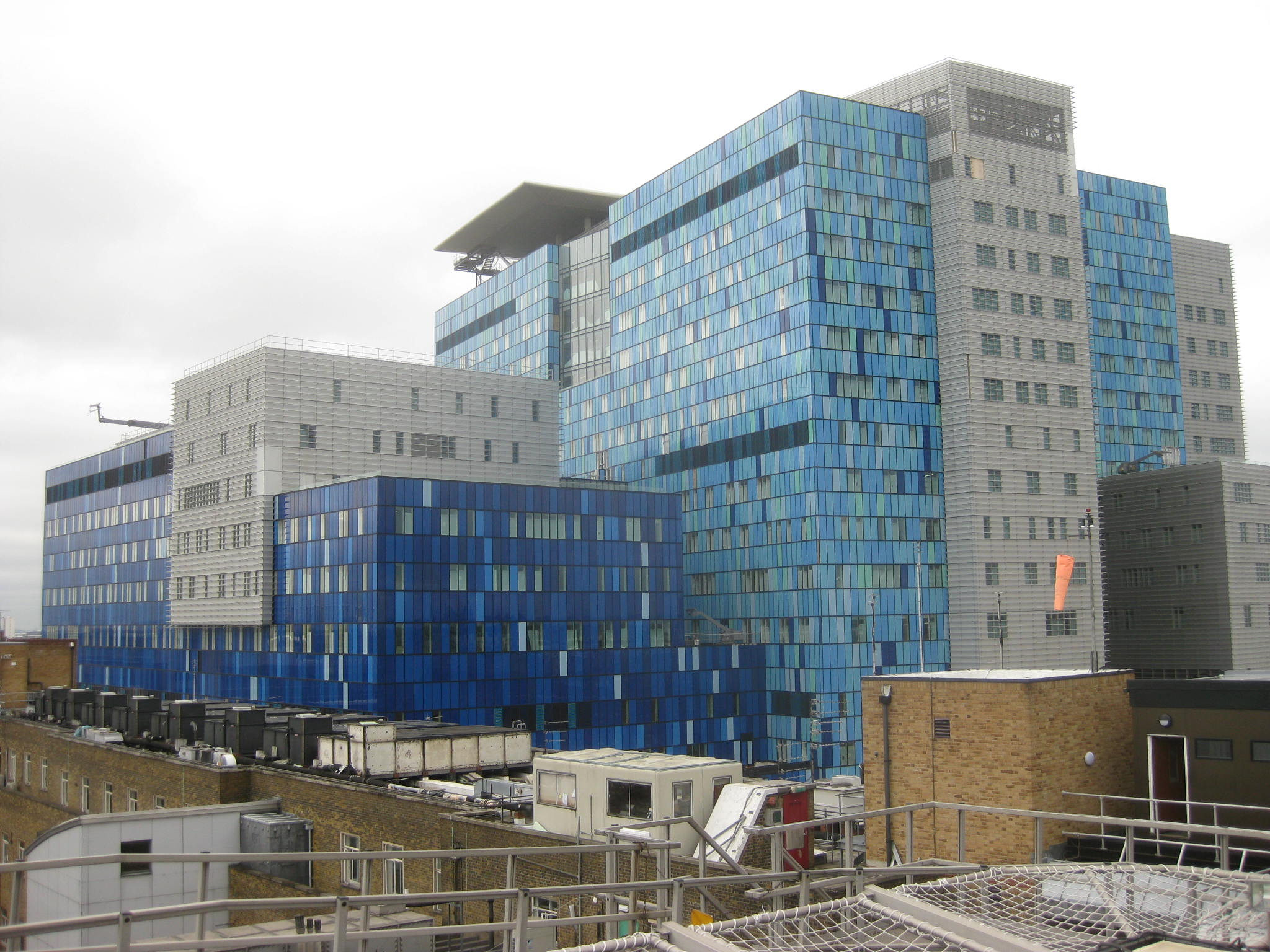
مستشفى لندن الملكي.

مستشفى لندن أو مستشفى لندن الملكي (بالإنجليزية:Royal London Hospital) هي مستشفى تعليمي ضخم تأسس في عام 1740 في لندن، المملكة المتحدة ويحوي المشفى 675 سريراً و 110 جناحاً و 26 غرفة للعمليات وقد تم افتتاح المبنى الجديد في فبراير 2012.

## روابط خارجية
- الموقع الرسمي